# Гороховый суп
Гороховый суп — суп, главным ингредиентом которого является свежий, замороженный, консервированный или сушёный горох. Гороховый суп в различных вариациях является традиционным блюдом многих стран. Его цвет может быть бледно-зелёным либо жёлтым и зависит от сорта гороха.
Гороховый суп известен человечеству с древности, так, упоминание о нём содержится в «Птицах» Аристофана. Греки и римляне выращивали горох ещё около 500—400 годов до н. э. В ту эпоху торговцы на улицах Афин продавали горячий гороховый суп.

## Гороховый суп в странах мира

### Великобритания
В Британии гороховый суп известен как минимум с римских времён и вплоть до широкого распространения картофеля был основой питания рабочего класса, но сохраняет популярность и по сей день. Готовится он как из жёлтого, так и из зелёного гороха, причём суп из жёлтого гороха приобрёл особую популярность на флоте в эпоху паруса, горох прекрасно хранился, и в сочетании с жирной английской солониной, больше напоминающей сало, служил основой для сытного и простого в приготовлении блюда, которое затем распространилось и в гражданской среде, но обычно с заменой солонины на ветчину или бекон. Зелёный горох обычно используется для приготовления классического гарнира к фиш-энд-чипс — густого пюреобразного супа mushy peas, который часто подкрашивается в ярко-зелёный цвет синтетическими красителями. Также из зелёного гороха готовится и более изысканный «Лондонский особый» — нежный суп-пюре с овощами и беконом, названный в честь знаменитого лондонского смога, который в свою очередь сам частенько именовался «гороховым супом».

### Германия
Моим бы песням нежным

Горошинками стать:

Какой бы можно дивный

Гороховый суп подать!
Гороховый айнтопф является традиционным блюдом по всей Германии. Он часто содержит мясные продукты, такие как бекон, колбаса или касселер в зависимости от региональных предпочтений. Очень часто суп подаётся с колбасками и чёрным хлебом. Также один из самых аутентичных для этой страны способов подачи горохового супа — тарелка из хлеба. В булке вырезается мякоть и подсушивается в печи. В Германии был изобретён один из самых первых пищевых концентратов — гороховая колбаса для приготовления горохового супа.

#### Гороховый суп по-берлински

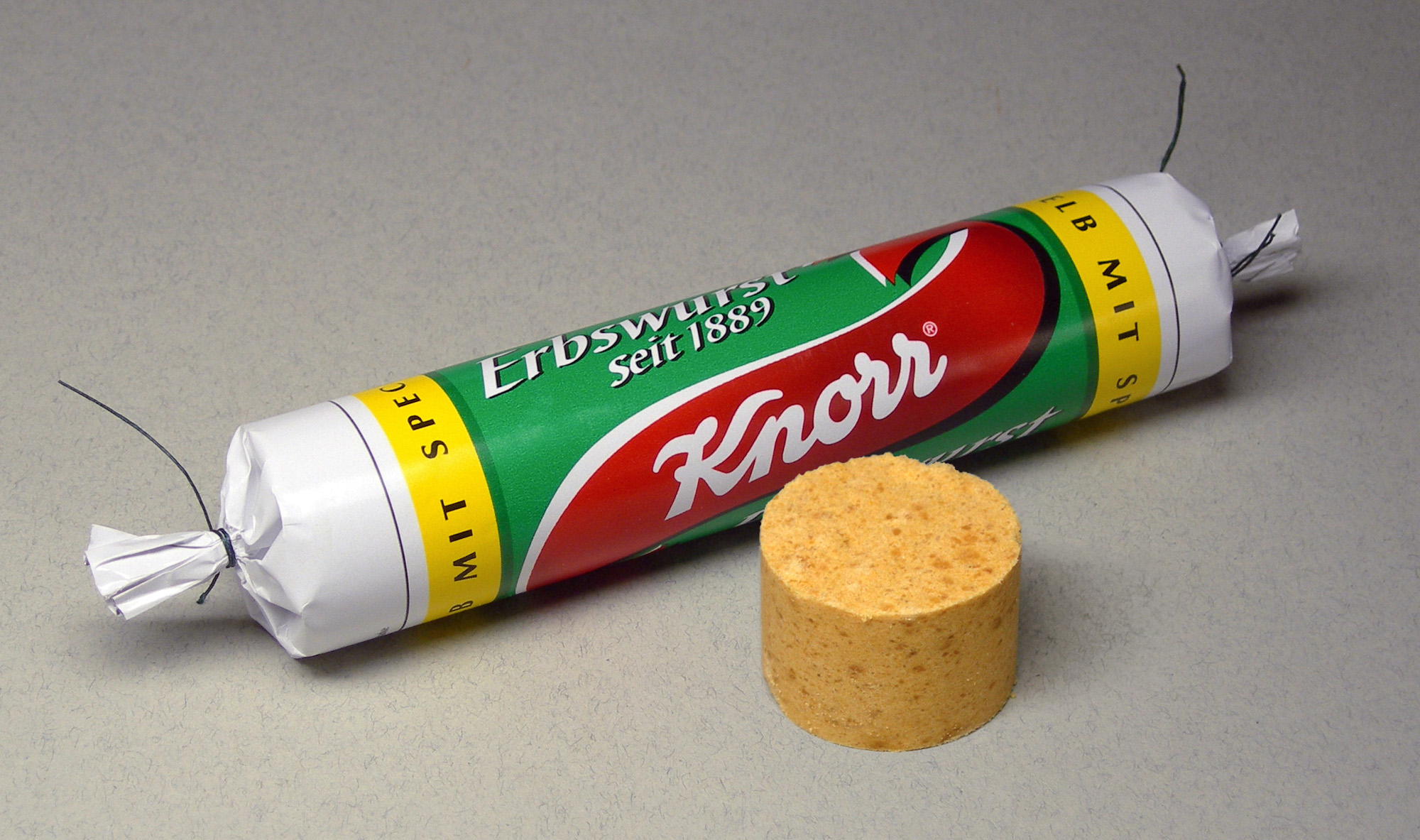
В концу XIX века в ассортименте Knorr уже имелась гороховая колбаса

Традиционное блюдо староберлинской кухни — густой суп из жёлтого гороха и картофеля с засоленными свиными ушками, хвостиками и ножками. По преданию, рецепт изобрёл более 500 лет назад один из монахов цистерцианского монастыря Ленин, по другой версии — химик Юстус фон Либих. В XIX веке такой суп подавали в Берлине и других городах Германии уже в 6 часов утра.

### Нидерланды

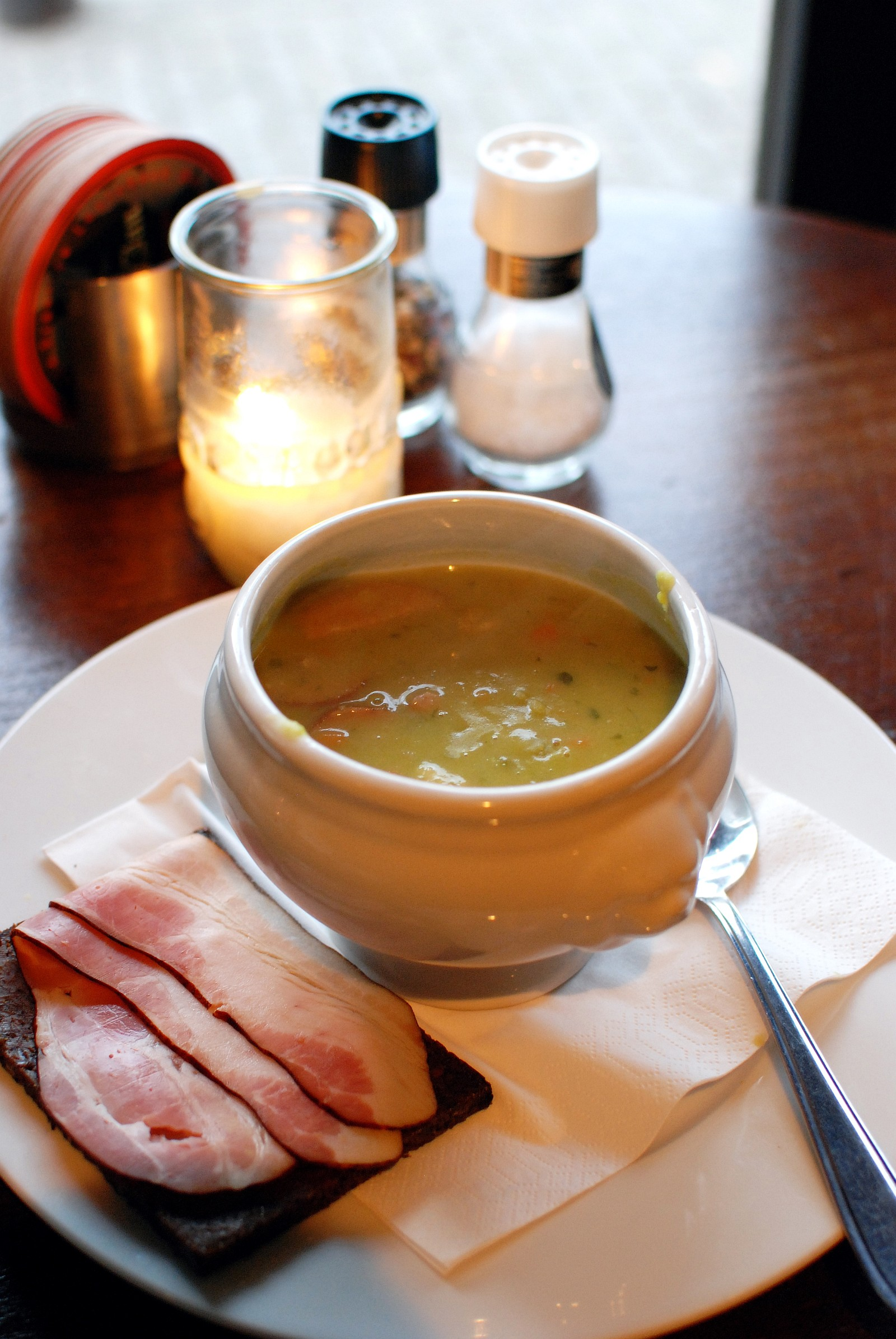
Голландская версия — снерт

Нидерландская версия горохового супа называется erwtensoep или snert и представляет собой густую похлёбку из зелёного колотого гороха с добавлением свинины, корня или стеблей сельдерея, лука, лука-порея, моркови и картофеля. За несколько минут до окончания готовки в суп добавляют нарезанные копчёные колбаски rookworst. Суп получается очень густым, по голландской пословице, в нём можно поставить ложку вертикально. Гороховый суп является одним из символов нидерландской кухни и традиционно готовится в холодное время года. К супу обычно подают ржаной хлеб и бекон, сыр или масло. Также мясо и копчёные колбаски из супа голландцы едят отдельно от супа на куске ржаного хлеба с горчицей.

### Швеция и Финляндия

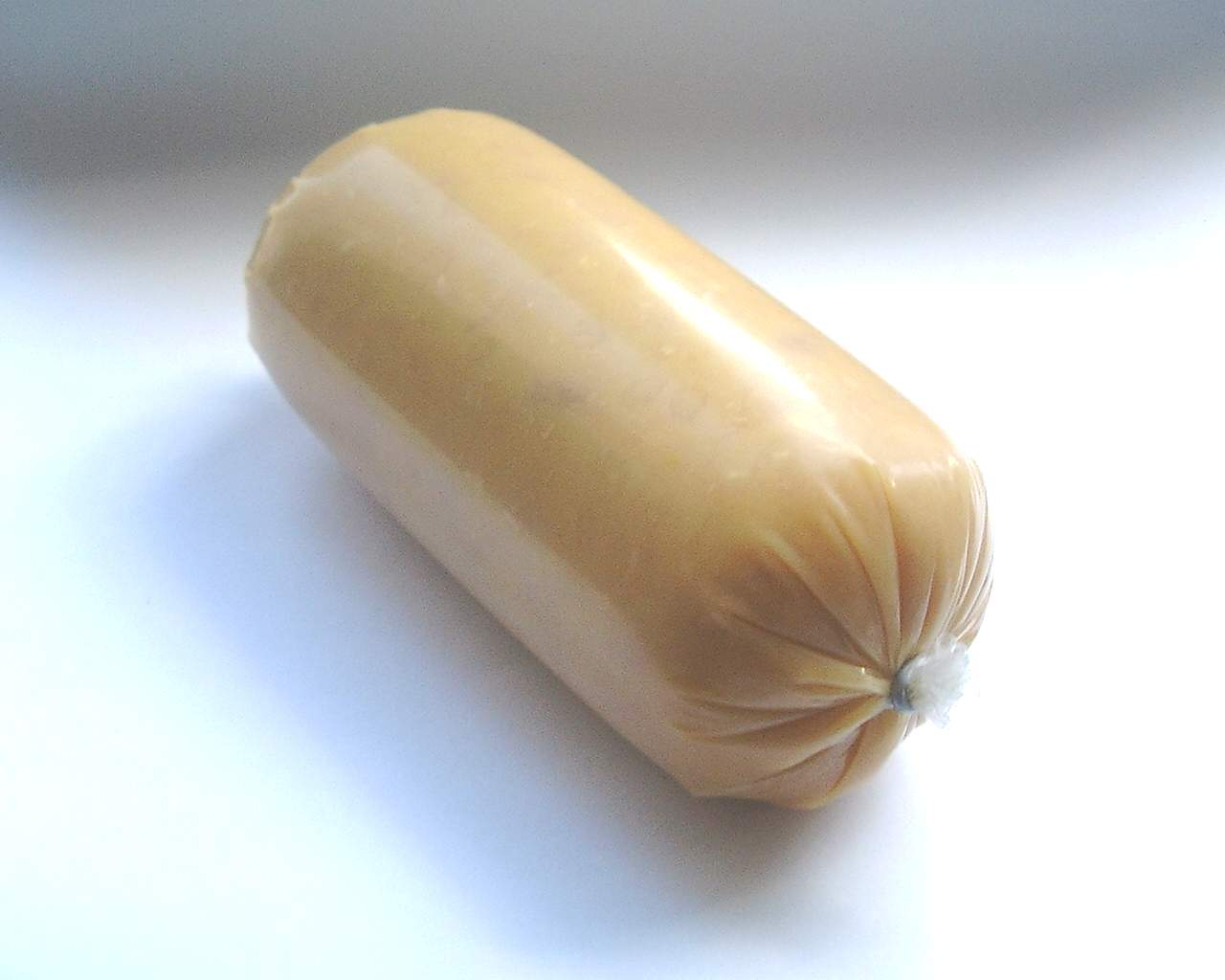
Шведский продукт «гороховая колбаса»

В Швеции гороховый суп, именуемый ärtsoppa, приобрёл широкую популярность в XIII веке. С тех пор это блюдо стало визитной карточкой местной кухни и традиционно употребляется в стране по четвергам. По одной из версий, это связано с тем, что до Реформации основной религией Швеции являлся католицизм, соответственно, пятница считалась постным днём, поэтому в четверг полагалась сытная и богатая белками еда для того, чтобы воздержание от скоромной еды в последующий постный день переносилось более легко. Высококалорийная и питательная похлёбка из жёлтого гороха с кусочками свинины идеально подходила для употребления в предпостный день, ввиду сравнительной доступности ингредиентов для населения. Традиции сервировать гороховый суп следуют даже в шведском общепите, предлагая его в составе дневного комбинированного меню по четвергам. Гороховый суп являлся любимым блюдом знаменитого шведского писателя Августа Стриндберга, называвшего его «божественной едой».
Иногда гороховый суп употребляют с пуншем, в Швеции этот спиртной напиток делают по рецептуре, близкой к арабскому араку. Предполагается, что такой обычай возник в XVIII веке, когда пунш давали военным как средство от вздутия, которое, как известно, возникает у многих людей после употребления гороха. На десерт к гороховому супу в Швеции принято подавать блины с вареньем.
Как и в Германии, в Швеции готовый гороховый суп в особых тюбиках в форме «колбасы» предлагается различными производителями пищевой продукции и доступен в любом супермаркете.

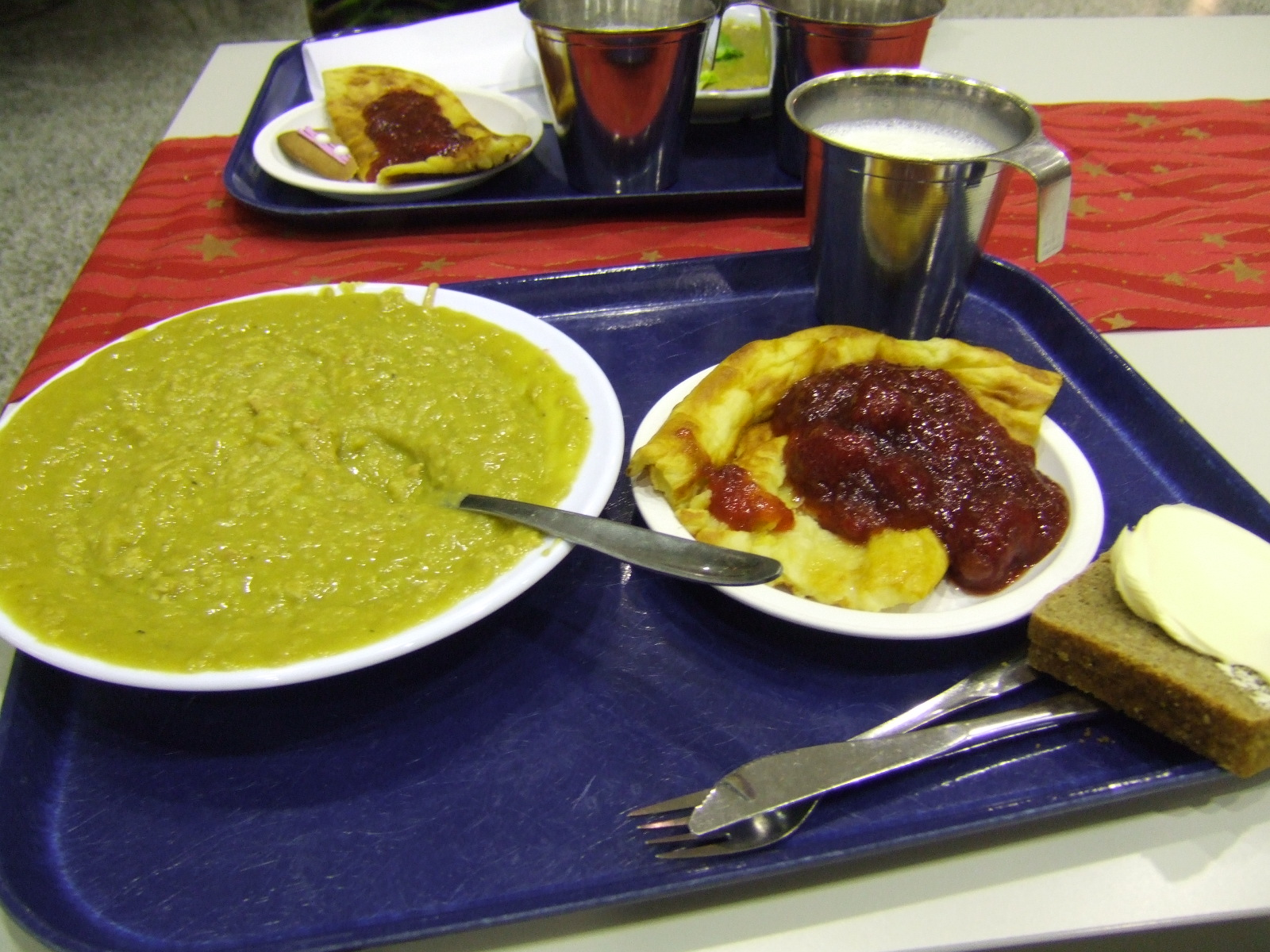
Финский гороховый суп — блюдо Вооруженных сил Финляндии

Из Швеции гороховый суп попал в Финляндию, долгое время находившуюся под шведским владычеством, где также стал национальным блюдом (hernekeitto). Но в отличие от Швеции, в Финляндии гороховый суп готовят, как правило, не из жёлтого, а из зелёного гороха, более распространённого в финском сельском хозяйстве.

### Восточная Европа

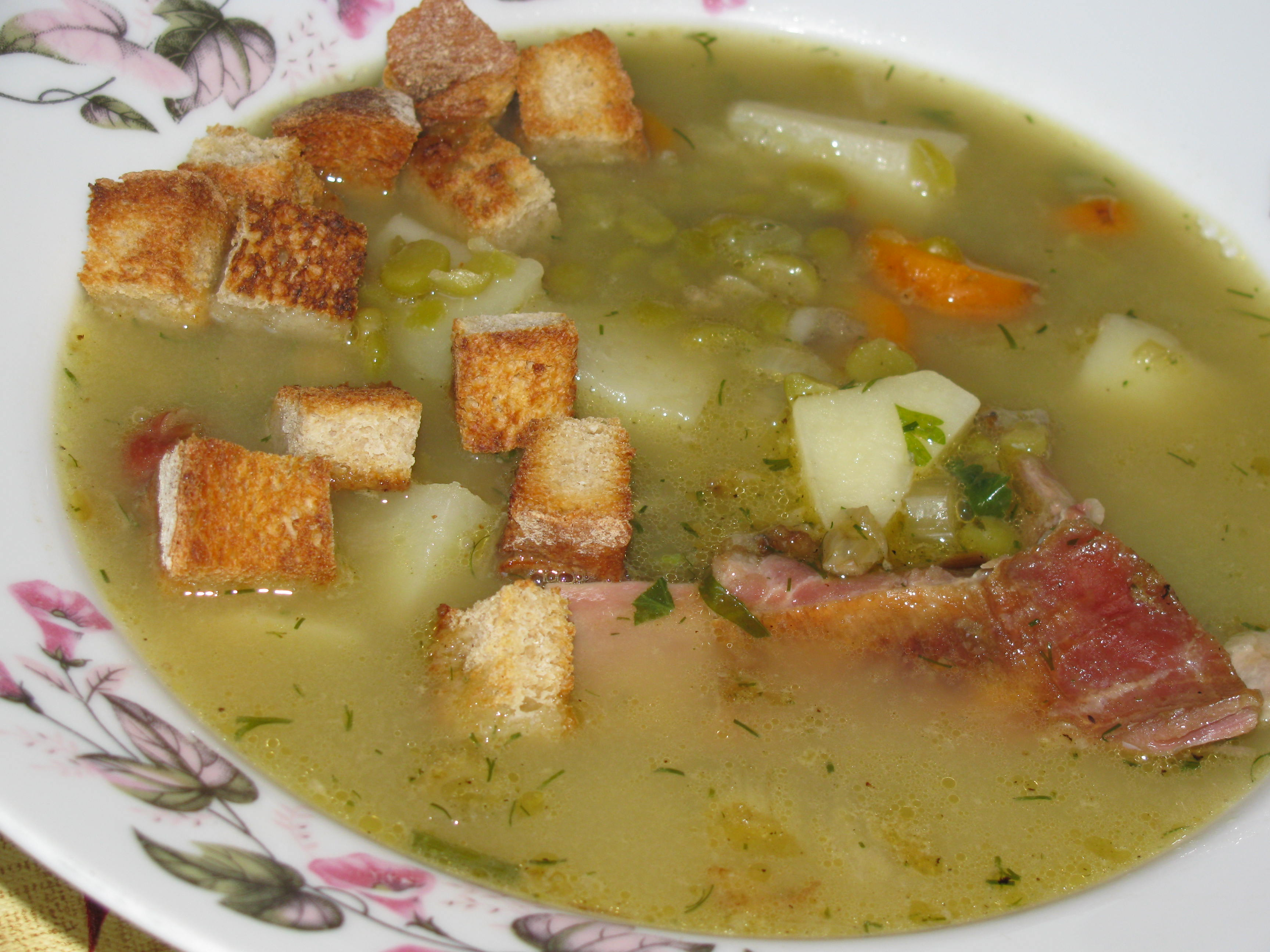
Украинский гороховый суп

Восточноевропейский гороховый суп отличается бо́льшим количеством жидкости. Обычно подаётся с гренками или сухариками.
В Польше, России и на Украине в гороховый суп с копчёной свининой (рульками) часто добавляют картофель.

### Дания
В Дании гороховый суп подают с блинами, а горчицу зачерпывают с чёрным хлебом. Кроме того, это блюдо иногда подаётся с сосиской из свинины с говядиной, отварным картофелем и маринованной свёклой и часто превращается в пир, с обильным количеством пива и шнапса по праздничным случаям.
В Дании это блюдо можно датировать 1766 годом в письменных источниках, но, возможно, оно возникло ещё в Бронзовом веке, когда сушеный горох и капуста стали популярными овощами.